# Marché de Ouando
Le marché Ouando est l'un des grands marchés de la capitale administrative du Bénin, Porto-Novo.

## Localisation
Il est situé dans le cinquième arrondissement de la commune de Porto-Novo. 

## Réhabilitation
Les travaux de réhabilitation du marché ont démarré le 13 janvier 2020 par une cérémonie de remise de site à l'entreprise en charge au marché d’Ahouangbo,.